# 三善信房
三善 信房（みよし のぶふさ、1882年5月14日 - 1965年4月4日）は、日本の政治家・農業指導者。衆議院議員（4期）。藍綬褒章、正四位勲二等瑞宝章受章。

## 生涯
三善信三郎の三男として現・熊本県上益城郡嘉島町に生まれた。1903年旧制熊本県立熊本中学校（現・熊本県立熊本高等学校）を卒業し、高等小学校に勤務した。
1919年、熊本県会議員選挙に立憲政友会公認で立候補し初当選、以後連続3期県会議員に当選した。県会議員時代は県参事会員も兼務した。1932年の第18回衆議院議員総選挙に県会選挙同様政友会公認で立候補し初当選、以降連続4回衆議院議員総選挙に当選した。中央政界に入ってからは馬政局参与等を務め、1939年の政友会分裂に際しては久原房之助や鳩山一郎らとともに正統派に所属した。政党解消後は翼賛議員同盟・翼賛政治会・大日本政治会に所属。1945年5月には鈴木貫太郎内閣の厚生政務次官に就任した。
終戦後の1945年11月、旧日政会系の日本進歩党結党に参加。日政会を母胎にしたとはいえ進歩党所属議員の大半は政党解消以前は立憲民政党・政友会革新派・政友会統一派に所属しており、政友会正統派に所属していた議員で進歩党結党に参加した者は三善以外では猪野毛利栄・西川貞一・依光好秋・高畠亀太郎・中井一夫・綾部健太郎の6名のみである。また三善と同じく戦前政友会正統派に所属していた三土忠造は進歩党と連携し、進歩党が与党となった幣原内閣にも入閣したが、進歩党の結党自体には参加しなかった。
1942年の翼賛選挙に翼賛政治体制協議会の推薦を受けて立候補し当選したため公職追放。追放解除後の1952年、第25回衆議院議員総選挙に無所属で立候補したが落選。1956年の第4回参議院議員通常選挙に全国区から自由民主党公認で立候補したが落選し、政界から引退した。
政治活動の傍ら熊本県畜産農業協同組合連合会・九州畜産会・熊本県馬匹連の各会長や中央畜産会理事も務める等農業指導者としても活動し、政界引退後の1954年には三善と同じく熊本県出身の篤農家である松田喜一が設立した日本農友会の熊本県支部長に就任した。また九州興発・興国林産両社の社長を務めた。1963年には農業指導者としての事績が評価され第13回熊日賞を受賞した。
長男は、リコーで会長を務めた三善信一。次男は、農林官僚となって事務次官に上り詰め、退官後に参議院議員を務めた三善信二。

## 伝記
- 坂田大『三善信房伝』蘇麗社、1977年。